# Тенеси (река)
Тенеси (енгл. Tennessee) је река у источном делу Сједињених Америчких Држава. Дуга је 1,504 km, а њен слив обухвата површину од 105.870 km². Протиче кроз америчке савезне државе Тенеси, Алабама и Кентаки. Настаје у Ноксвилу, спајањем Холстона и Френч-Броуда, а улива се у реку Охајо, као њена лева притока. Река је део система пловних канала који повезују реке Охајо и МисисипиПловна је у дужини од 323 km, од града Новохоперска да њеног ушћа, док јој је проток око 2.000 m3/.
Већи градови на реци Тенеси су:
- Чатануга (Тенеси)
- Декатер (Алабама)
- Фиренца (Алабама)
- Хантсвил (Алабама)
- Ноксвил (Тенеси)